# Neobuthus factorio
Neobuthus factorio es una especie de escorpión de la familia Buthidae que se encuentra en Somalia .

## Taxonomía
Es posible que se hayan recolectado ejemplares de N. factorio y clasificados temporalmente como Neobuthus ferrugineus desde 2012.  Se definieron como una especie distinta cuando se recolectaron un mayor número de muestras, entre 2016 y 2018. La especie recibió su nombre por Factorio, un videojuego creado por Michal Kovařík, hijo de František Kovařík, uno de los investigadores que describió la especie.  

## Descripción
Los machos son mucho más pequeños que las hembras, con un promedio de 17 a 19 mm de longitud, mientras que las hembras miden entre 24 y 27 mm. Los pedipalpos son relativamente finos, con una textura mate, granulada en machos, y lisa y brillante en hembras. El color base del cuerpo es amarillo pálido, con patrones oscuros en su metasoma, pedipalpos y patas. 

## Distribución
N. factorio se puede encontrar en Somalia, en zonas rocosas de semidesierto, ocasionalmente cerca de lechos de ríos. Las localidades de Neobuthus factorio son cercanas a las localidades de Neobuthus berberensis . 